# 堀内不二夫
堀内 不二夫（ほりうち ふじお、1947年12月7日 - ）は、日本の教育者。東京都出身。巣鴨中学校・高等学校卒業後、2浪を経て早稲田大学政経学部卒、巣鴨中学校・高等学校第5代校長、および理事長である。
第4代校長堀内政三の実の息子（次男）で、2007年3月より学校長職を受け継いだ。前職は副校長であった。
かつては公民・現代社会・政経等の授業で講師として教鞭を執っていたが、学校長就任後は担当から外れている。
堀内政三元校長の跡継ぎとして、今もなお教育指導に励んでいる。
保守的な思想家である。